# Sirifila-Boundy
Sirifila-Boundy è un comune rurale del Mali facente parte del circondario di Niono, nella regione di Ségou .lungo la RR 23 (Ségou-Nampala).
Il comune è composto da 17 nuclei abitati:
- Bagadadji
- Banissiraila
- Darsalam
- Fassoun
- Hèrèmakono
- Médina km 39
- Medina Coura
- N'Débougou (centro principale)
- N'Gounado Coura B3
- Nara
- Niobougou
- Ringandé
- Sangarela ND2
- Siengo
- Siguiwoucé
- Tigabougou S/8
- Tigabougou ND5